# NGC 287
NGC 287 è una galassia lenticolare situata nella costellazione dei Pesci.

## Scoperta
NGC 287 è stata scoperta il 22 novembre 1827 dall'astronomo britannico John Herschel.